# Miristil éter sulfato de sódio
Miristil éter sulfato de sódio é uma mistura de compostos orgânicos com propriedades tanto detergentes como surfactantes. É encontrado em muitos produtos de higiene pessoal tal como sabões, xampus, cremes dentais. É um agente formador de espuma barato e efetivo. Típico de muitos detergentes, miristil éter sulfato de sódio consiste de diversos compostos intimamente relacionados. Algumas vezes o número de unidades de éter de etilenoglicol é especificado no nome como miriltil éter-n ou myreth-n sulfato, por exemplo miristil éter-2 sulfato.

## Produção
Miristil éter sulfato de sódio é muito similar ao Lauriléter sulfato de sódio; a única diferença é doisa átomos de carbono a mais na porção álcool graxo da "cauda" hidrofóbica. É fabricado por etoxilação com álcool miristílico. Subsequentemente, o grupo terminal OH é convertido ao sulfato por tratamento com ácido clorossulfúrico.